# Phyllastrephus scandens
Phyllastrephus scandens là một loài chim trong họ Pycnonotidae.